# Ryōsuke Yamanaka
Ryōsuke Yamanaka (山中 亮輔?, Yamanaka Ryōsuke; Kashiwa, 20 aprile 1993) è un calciatore giapponese, di ruolo difensore del Nagoya Grampus.

## Carriera

### Club
Cresciuto nel vivaio del Kashiwa Reysol, Yamanaka ha esordito in prima squadra nel 2012. Dopo un prestito al JEF United Chiba nel 2014, è tornato al Kashiwa, collezionando diverse presenze fino al 2016. In seguito ha giocato per lo Yokohama F·Marinos tra il 2017 e il 2018, distinguendosi per la sua spinta offensiva sulla fascia sinistra. Dal 2019 al 2021 ha vestito la maglia degli Urawa Red Diamonds, prima di trasferirsi al Cerezo Osaka nel 2022. Nel 2024 si è unito al Nagoya Grampus.

### Nazionale
Yamanaka ha rappresentato il Giappone U-19 tra il 2011 e il 2012, totalizzando 25 presenze, e successivamente il Giappone U-22 nel 2013, con 6 presenze. Ha esordito con la nazionale maggiore il 20 novembre 2018, segnando anche una rete nella vittoria per 4-0 contro il Kirghizistan.

## Statistiche

### Cronologia presenze e reti in nazionale
| Cronologia completa delle presenze e delle reti in nazionale ― Giappone | Cronologia completa delle presenze e delle reti in nazionale ― Giappone | Cronologia completa delle presenze e delle reti in nazionale ― Giappone | Cronologia completa delle presenze e delle reti in nazionale ― Giappone | Cronologia completa delle presenze e delle reti in nazionale ― Giappone | Cronologia completa delle presenze e delle reti in nazionale ― Giappone | Cronologia completa delle presenze e delle reti in nazionale ― Giappone | Cronologia completa delle presenze e delle reti in nazionale ― Giappone |
| Data                                                                    | Città                                                                   | In casa                                                                 | Risultato                                                               | Ospiti                                                                  | Competizione                                                            | Reti                                                                    | Note                                                                    |
| ----------------------------------------------------------------------- | ----------------------------------------------------------------------- | ----------------------------------------------------------------------- | ----------------------------------------------------------------------- | ----------------------------------------------------------------------- | ----------------------------------------------------------------------- | ----------------------------------------------------------------------- | ----------------------------------------------------------------------- |
| 20-11-2018                                                              | Toyota                                                                  | Giappone                                                                | 4 – 0                                                                   | Kirghizistan                                                            | Amichevole                                                              | 1                                                                       |                                                                         |
| 9-6-2019                                                                | Rifu                                                                    | Giappone                                                                | 2 – 0                                                                   | El Salvador                                                             | Amichevole                                                              | -                                                                       | 59’                                                                     |
| Totale                                                                  |                                                                         | Presenze                                                                | 2                                                                       |                                                                         | Reti                                                                    | 1                                                                       |                                                                         |

## Palmarès

### Club

#### Competizioni nazionali
- J2 League: 1

Kashiwa Reysol: 2010
- Campionato giapponese: 1

Kashiwa Reysol: 2011
- Supercoppa del Giappone: 1

Kashiwa Reysol: 2012
- Coppa dell'Imperatore: 2

Kashiwa Reysol: 2012
Urawa Red Diamonds: 2021
- Coppa J. League: 1

Kashiwa Reysol: 2013

### Nazionale
- Coppa d'Asia Under-23: 1

2016